# Anfernee Simons
Pour les articles homonymes, voir Simons.
Anfernee Tyrik Simons, né le 8 juin 1999 à Altamonte Springs en Floride, est un joueur de basket-ball américain évoluant aux postes de meneur et d'arrière.

## Biographie

### Carrière professionnelle

#### Trail Blazers de Portland (2018-2025)
Le 21 juin 2018, il est sélectionné à la 24e place de la draft 2018 de la NBA par les Trail Blazers de Portland. Le 2 juillet 2018, il signe son contrat avec les Trail Blazers.
Le 20 janvier 2019, il est envoyé chez les Clippers d'Agua Caliente en G-League. Le 31 janvier 2019, il est rappelé dans l'effectif des Trail Blazers après 4 matches avec les Clippers où il a des moyennes de 17,25 points et 2,75 rebonds par match.
Le 10 avril 2019, pour le dernier match de la saison NBA 2018-2019 des Trail Blazers de Portland contre les Kings de Sacramento, Anfernee Simons reçoit sa première titularisation et marque 37 points dont 7 paniers à trois points avec 6 rebonds et 9 passes décisives en 48 minutes. C'est le plus haut total de points par un joueur lors de sa première titularisation depuis la saison NBA 1985-1986.
Début juillet 2022, il prolonge aux Trail Blazers de Portland pour 100 millions de dollars sur quatre ans.

#### Celtics de Boston (depuis 2025)
Fin juin 2025, Anfernee est transféré aux Celtics de Boston en échange de Jrue Holiday.

## Statistiques

### NBA

#### Saison régulière
| Saison    | Équipe   | Matchs | Titul. | Min./m | % Tir | % 3pts | % LF | Rbds/m. | Pass/m. | Int/m. | Ctr/m. | Pts/m. |
| --------- | -------- | ------ | ------ | ------ | ----- | ------ | ---- | ------- | ------- | ------ | ------ | ------ |
| 2018-2019 | Portland | 20     | 1      | 7,0    | 44,4  | 34,5   | 56,2 | 0,65    | 0,65    | 0,05   | 0,00   | 3,75   |
| 2019-2020 | Portland | 70     | 4      | 20,7   | 39,9  | 33,2   | 82,6 | 2,17    | 1,39    | 0,37   | 0,14   | 8,27   |
| 2020-2021 | Portland | 64     | 0      | 17,3   | 41,9  | 42,6   | 80,7 | 2,19    | 1,39    | 0,28   | 0,12   | 7,84   |
| 2021-2022 | Portland | 57     | 30     | 29,5   | 44,3  | 40,5   | 88,8 | 2,65    | 3,88    | 0,53   | 0,11   | 17,33  |
| 2022-2023 | Portland | 62     | 62     | 35,0   | 44,7  | 37,7   | 89,4 | 2,60    | 4,08    | 0,68   | 0,23   | 21,06  |
| 2023-2024 | Portland | 46     | 46     | 34,4   | 43,0  | 38,5   | 91,6 | 3,63    | 5,54    | 0,50   | 0,11   | 22,59  |
| 2024-2025 | Portland | 70     | 70     | 32,7   | 42,6  | 36,3   | 90,2 | 2,70    | 4,80    | 0,90   | 0,10   | 19,30  |
| Carrière  | Carrière | 389    | 213    | 26,8   | 43,1  | 38,1   | 88,0 | 2,50    | 3,30    | 0,50   | 0,10   | 15,00  |

Mise à jour le 3 mai 2025

#### Playoffs
| Saison   | Équipe   | Matchs | Titul. | Min./m | % Tir | % 3pts | % LF | Rbds/m. | Pass/m. | Int/m. | Ctr/m. | Pts/m. |
| -------- | -------- | ------ | ------ | ------ | ----- | ------ | ---- | ------- | ------- | ------ | ------ | ------ |
| 2019     | Portland | 5      | 0      | 2,4    | 0,0   | 0,0    | 80,0 | 0,00    | 0,00    | 0,20   | 0,00   | 0,80   |
| 2020     | Portland | 4      | 0      | 20,5   | 30,8  | 42,9   | 83,3 | 2,75    | 2,50    | 1,50   | 0,00   | 6,75   |
| 2021     | Portland | 6      | 0      | 17,9   | 56,0  | 61,1   | 0,0  | 2,67    | 0,83    | 0,33   | 0,17   | 6,50   |
| Carrière | Carrière | 15     | 0      | 13,4   | 37,9  | 50,0   | 81,8 | 1,80    | 1,00    | 0,60   | 0,07   | 4,67   |

Mise à jour le 3 octobre 2021

### G-League

#### Saison régulière
| Saison    | Équipe        | Matchs | Titul. | Min./m | % Tir | % 3pts | % LF | Rbds/m. | Pass/m. | Int/m. | Ctr/m. | Pts/m. |
| --------- | ------------- | ------ | ------ | ------ | ----- | ------ | ---- | ------- | ------- | ------ | ------ | ------ |
| 2018-2019 | Agua Caliente | 4      | 0      | 22,7   | 43,3  | 47,6   | 87,5 | 2,75    | 1,00    | 0,25   | 0,50   | 17,25  |
| Carrière  | Carrière      | 4      | 0      | 22,7   | 43,3  | 47,6   | 87,5 | 2,75    | 1,00    | 0,25   | 0,50   | 17,25  |

Mise à jour le 11 avril 2019

## Records sur une rencontre en NBA
Les records personnels d'Anfernee Simons en NBA sont les suivants, :
| Type de statistique        | Saison régulière | Saison régulière            | Saison régulière | Playoffs | Playoffs                | Playoffs     |
| Type de statistique        | Record           | Adversaire                  | Date             | Record   | Adversaire              | Date         |
| -------------------------- | ---------------- | --------------------------- | ---------------- | -------- | ----------------------- | ------------ |
| Points                     | 45               | @ Jazz de l'Utah            | 3 décembre 2022  | 14       | @ Nuggets de Denver     | 22 mai 2021  |
| Paniers marqués            | 15               | 2 fois                      | 2 fois           | 5        | @ Nuggets de Denver     | 22 mai 2021  |
| Paniers tentés             | 28               | Wizards de Washington       | 21 décembre 2023 | 8        | Lakers de Los Angeles   | 24 août 2020 |
| Paniers à 3 points réussis | 9                | 5 fois                      | 5 fois           | 4        | @ Nuggets de Denver     | 22 mai 2021  |
| Paniers à 3 points tentés  | 17               | @ Timberwolves du Minnesota | 5 mars 2022      | 5        | 2 fois                  | 2 fois       |
| Lancers francs réussis     | 13               | @ Clippers de Los Angeles   | 11 décembre 2023 | 3        | @ Lakers de Los Angeles | 20 août 2020 |
| Lancers francs tentés      | 13               | @ Clippers de Los Angeles   | 11 décembre 2023 | 3        | 3 fois                  | 3 fois       |
| Rebonds offensifs          | 3                | 3 fois                      | 3 fois           | 1        | 4 fois                  | 4 fois       |
| Rebonds défensifs          | 9                | @ Jazz de l'Utah            | 26 décembre 2019 | 5        | Lakers de Los Angeles   | 24 août 2020 |
| Rebonds totaux             | 10               | @ Jazz de l'Utah            | 26 décembre 2019 | 5        | 2 fois                  | 2 fois       |
| Passes décisives           | 14               | @ Timberwolves de Minnesota | 4 mars 2024      | 6        | Lakers de Los Angeles   | 24 août 2020 |
| Interceptions              | 5                | @ Spurs de San Antonio      | 21 décembre 2024 | 4        | @ Lakers de Los Angeles | 29 août 2020 |
| Contres                    | 2                | 5 fois                      | 5 fois           | 1        | Nuggets de Denver       | 3 juin 2021  |
| Balles perdues             | 7                | @ Jazz de l'Utah            | 3 décembre 2022  | 2        | @ Lakers de Los Angeles | 29 août 2020 |
| Minutes jouées             | 48               | Kings de Sacramento         | 10 avril 2019    | 28       | @ Lakers de Los Angeles | 29 août 2020 |

- Double-double : 9
- Triple-double : 0

Dernière mise à jour : 3 février 2025

## Palmarès

### Distinctions personnelles
- Vainqueur du Slam Dunk Contest au NBA All-Star Game 2021.

## Vie privée
Simons a été prénommé Anfernee par ses parents, Charles et Tameka, qui étaient fans du Magic d'Orlando et l'ont appelé comme le joueur Anfernee Hardaway,. Hardaway a entraîné Simons durant le camp d'entraînement de l'équipe des États-Unis.